# Salix pseudowallichiana
Salix pseudowallichiana — вид квіткових рослин із родини вербових (Salicaceae).

## Морфологічна характеристика
Це дерево чи кущ до 6 метрів заввишки. Гілочки тьмяно-червоні чи жовтувато-коричневі, голі, запушені в молодості. Листки на ніжках 5–7 мм; листкова пластинка широко-яйцювато-еліптична, широко-еліптична чи обернено-яйцеподібна, рідше яйцювато-ланцетна, 3–5 × 1.5–3 см, гола чи лише жилки волохаті, абаксіально (низ) зеленувата чи білувата, адаксіально тьмяно-зелена, край цілісний або нерівномірно зубчастий дистально, верхівка гостра. Чоловіча сережка широко-еліпсоподібна, ≈ 2 × 1.5 см. Чоловіча квітка: тичинок 2; пиляки червоні чи золотисто-жовті. Жіноча сережка циліндрична, ≈ 3.5 × 1.5 см. Жіноча квітка: зав'язь довго конічна, ≈ 5 мм.

## Середовище проживання
Сх. Цінхай, Шаньсі, пн. Сичуань. Населяє береги річок.